# Повстання Гадяцького полку 1687
Повстання Гадяцького полку 1687 року — стихійне селянсько-козацьке повстання, один із тогочасних епізодів протесту нижчих верств українського суспільства проти соціального гніту. Почалося в липні 1687 у м. Гадяч. Приводом до цього стало зміщення І. Самойловича після провалу Кримського походу 1687 (див. Кримські походи 1687, 1689). Повсталі селяни та козаки захоплювали у шляхти, орендаторів та козацької старшини землі й худобу, руйнували їхні маєтки, вбили полкового осавула Кияшку та деяких інших старшин. Командувач російських військ князь Василь Голіцин спробував приборкати повстання силами російських частин, однак безуспішно. Наприкінці липня повстанський рух поширився й на інші полки Лівобережної України: Переяславський полк, Прилуцький полк, Лубенський полк та Миргородський полк. Ставши гетьманом, Іван Мазепа вжив рішучих заходів для припинення повстання. У полки були розіслані накази про використання військової сили для придушення виступів, а також розгляд скарг потерпілих у судовому порядку. Учасників повстання після захоплення й ув'язнення допитували, найактивніших страчували, інші були піддані тілесним покаранням.